# Obleganje Sard
Obleganje Sard leta 547/546 pr. n. št. je bil zadnji odločilni spopad po bitki pri Timbri, v kateri sta se spopadli vojski  Kreza Lidijskega in Kira II. Velikega, kralja perzijskega Ahemenidskega cesarstva. Kir je po bitki Kreza zasledoval na begu v Sarde in začel oblegati mesto. Po štirinajst dneh obleganja je mesto padlo.
Obleganje Sard je bilo zadnje dejanje pred priključitvijo Lidije k Ahemenidskemu cesarstvu. Jonski in drugi maloazijski Grki so se Kiru uprli, vendar je Kirov najboljši general Harpag leta 542 pr. n. št. njihov upor zatrl.

## Sklic
1. ↑  Briant, Pierre (2002). From Cyrus to Alexander: A History of the Persian Empire. Winona Lake, Ind. : Eisenbrauns. str. 36. ISBN 9781575061207.